# Neerkantse Bossen
De Neerkantse Bossen bestaan uit naaldbos dat is aangeplant begin 20ste eeuw, op een langgerekt stuifzandduin ten westen van Neerkant. Door de nabijheid van de Peelrandbreuk is de hele omgeving van Neerkant rijk aan reliëf en geologisch interessant. 
De Neerkantse Bossen vormen een bosgebied van 33 hectare ten westen van Neerkant, in de gemeente Deurne. Het noordelijke deel, rond de Erikaweg, is in handen van diverse particuliere eigenaren, terwijl het zuidelijke gedeelte, nabij de Schorweg en Schietbaan, eigendom is van de gemeente Deurne.
De Neerkantse bossen maken een belangrijk deel uit van een ecologische verbindingszone tussen de grote natuurgebieden Deurnese Peel/Mariapeel enerzijds en de Groote Peel anderzijds. 

## Geschiedenis
In 1932 werd het noordelijke deel van de Neerkantse bossen aangeplant door Petrus Vogels (1872-1936) met als doel productiebos ten dienste van de mijnbouw. In 1970 werd een deel van het terrein onteigend voor de aanleg van een watergang. Deze afwateringssloot, die uitkomt op de Astense Aa, is in beheer van het Waterschap Aa en Maas.